# Roberto Miranda
Roberto Lopes de Miranda, meglio noto come Roberto Miranda (São Gonçalo, 31 luglio 1944), è un ex calciatore brasiliano di ruolo attaccante, campione del mondo nel 1970 con la Nazionale brasiliana.

## Carriera

### Club
Roberto Miranda iniziò la sua carriera nel 1962 nelle file del Botafogo, dove rimase per 10 anni formando un'ottima coppia d'attacco con Jairzinho.
Con la squadra di Rio de Janeiro vinse tre Campionati carioca, tre Tornei Rio-San Paolo e l'ultima edizione della Taça Brasil, oltre a due Taça Guanabara e tre volte il Torneo Início. Con 351 partite disputate e 152 gol realizzati occupa il 14º posto nella classifica di presenze con la maglia del Botafogo e il 9º in quella dei marcatori.
Nel 1972 passò il Flamengo e l'anno seguente al Corinthians dove rimase fino al 1976 quando ritornò a Rio de Janeiro firmando per l'América, dove a fine stagione chiuse la carriera.

### Nazionale
Roberto Miranda conta 13 presenze e 6 reti con la Nazionale brasiliana, con cui esordì il 19 settembre 1967 a Santiago del Cile in amichevole contro il Cile, decidendo l'1-0 finale con un suo gol.
Ha fatto parte della selezione che vinse i Mondiali 1970, dove scese in campo in due occasioni sostituendo nella prima occasione Tostão e nella seconda il compagno del Botafogo Jairzinho.

## Palmarès

### Club
- Torneo Rio-San Paolo: 3

Botafogo: 1962, 1964, 1966,
- Torneio Início do Rio de Janeiro: 3

Botafogo: 1962, 1963, 1967
- Campionato Carioca: 4

Botafogo: 1962, 1967, 1968
Flamengo: 1972
- Taça Guanabara: 3

Botafogo: 1967, 1968
Flamengo: 1972
- Taça Brasil: 1

Botafogo: 1968

### Nazionale
- Campionato mondiale: 1

Messico 1970

### Individuale
- Capocannoniere del Campionato Carioca: 1

1968